# Christian Montanari

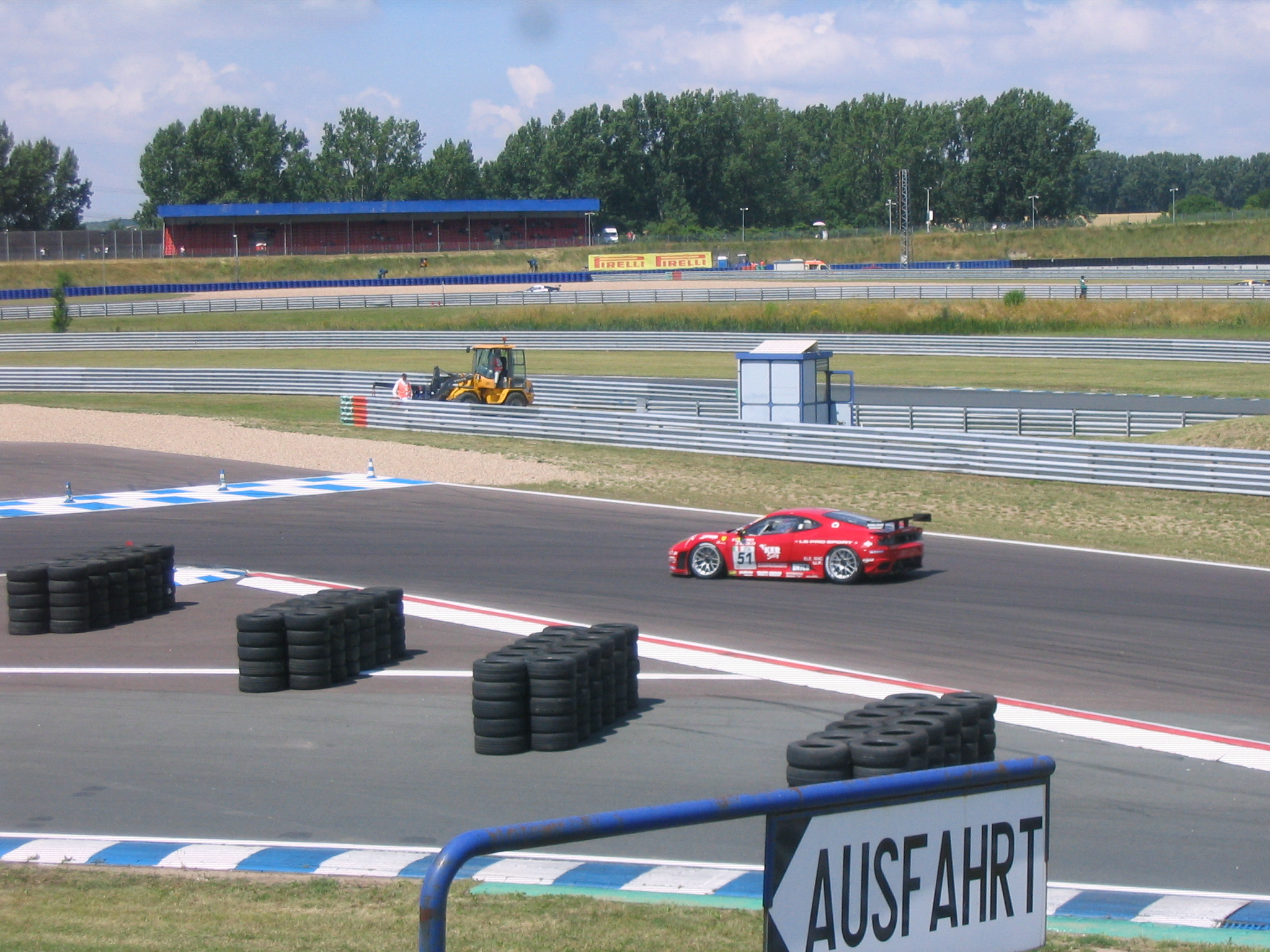
Christian Montanaris och Thomas Baggis bil i FIA GT 2008 på Oschersleben.

Christian Montanari, född 21 juni 1981 i San Marino, är en sanmarinsk racerförare.

## Racingkarriär
Montanari blev sexa i Formula Renault 2.0 Italia 2002, innan han blev tvåa i det Italienska F3-mästerskapet 2003, vilket följdes av en säsong i Formula Renault V6 Eurocup 2004. Efter det körde Montanari med vissa framgångar i Formula Renault 3.5 Series, där han vann två segrar, och blev åtta 2005, samt sjua 2006, innan han bytte till GT-racing, och blev sammanlagd fyra i FIA GT:s GT1-klass 2007, innan han blev sexa i GT2 2008.